# Włodzimierz Dudziński
Włodzimierz Jan Dudziński (ur. 1946) – polski inżynier mechanik. Absolwent z 1969 Politechniki Wrocławskiej. Od 2015 r. profesor na Wydziale Mechanicznym Politechniki Wrocławskiej.